# Curado por UV

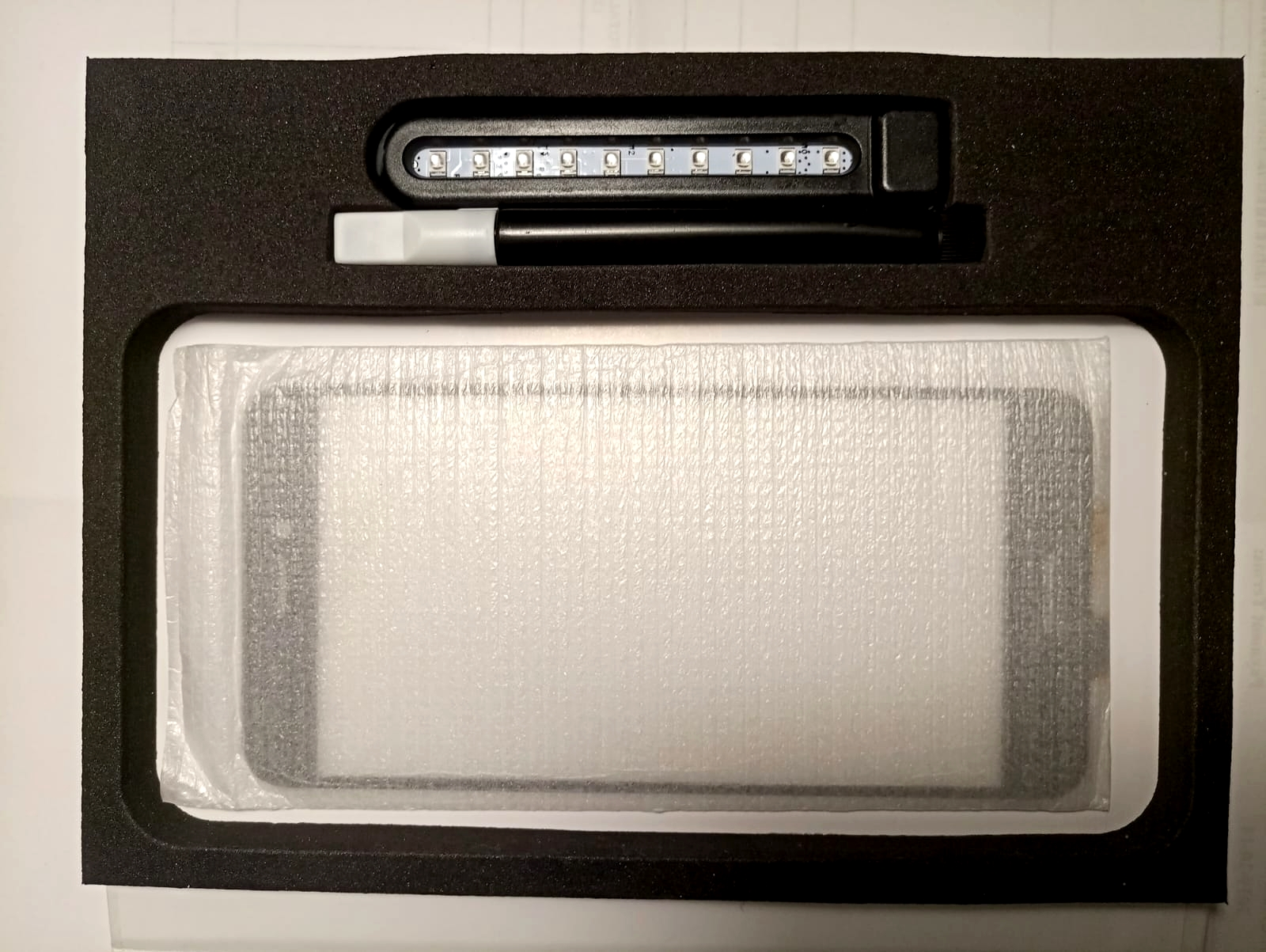
Kit de Curado UV para Huawei

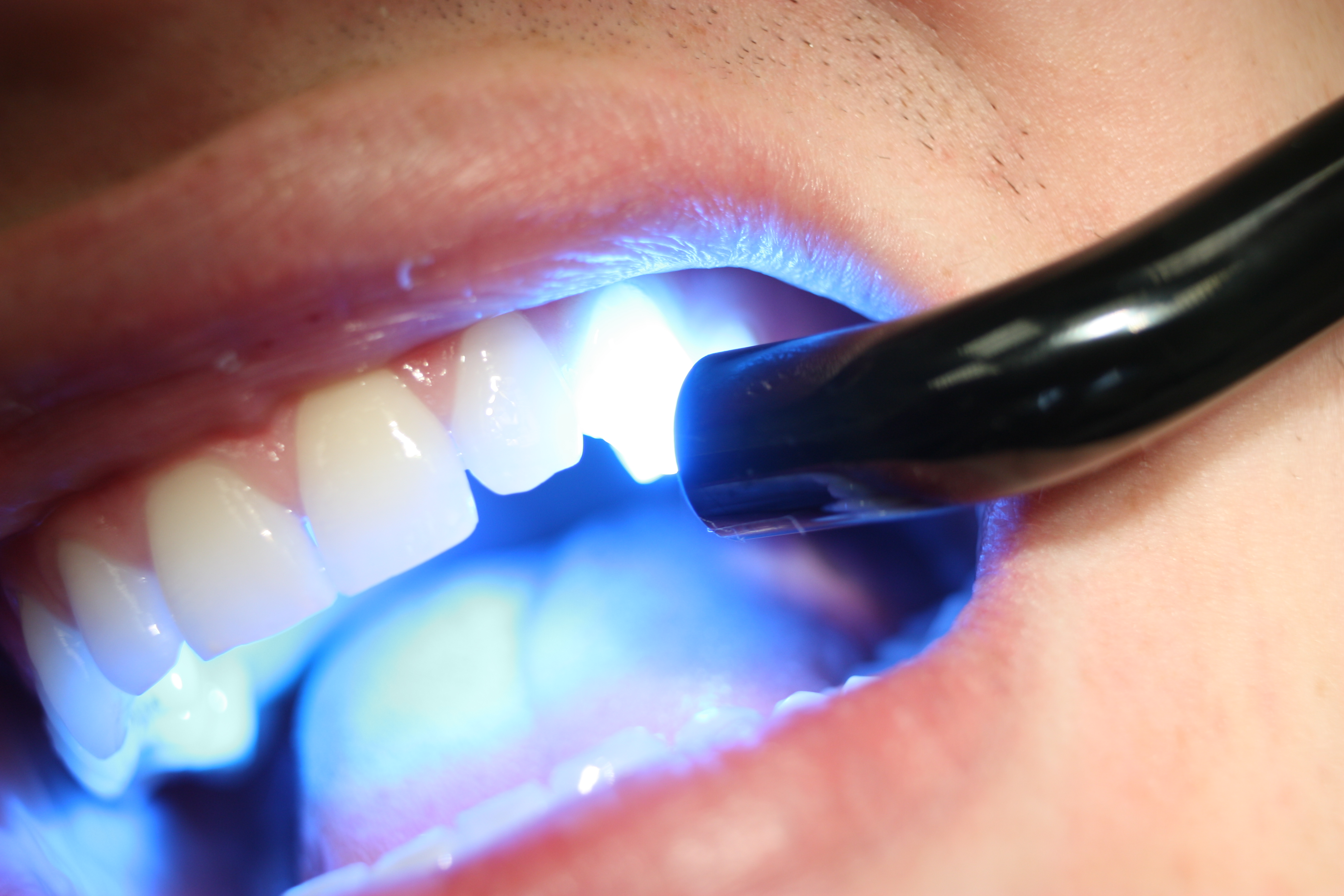
Una varilla de mano que emite luz azul primaria (λmax = 450-470nm) se utiliza para curar la resina dentro de la boca de un paciente dental.

El curado por UV es un proceso mediante el cual se utiliza la luz ultravioleta para iniciar una reacción fotoquímica que genera una red de polímeros reticulados, de gran poder de adhesión. Se utiliza en adhesivos empleados en odontología, y en el montaje de diversos productos y materiales, como por ejemplo los cristales de las pantallas táctiles. Se emplea también en artes gráficas en la impresión, recubrimiento, decoración, estéreo-litografía, etc. En comparación con otras tecnologías, curar con luz ultravioleta se puede considerar un proceso de baja temperatura y alta velocidad, aparte de ser un proceso sin solvente, ya que el curado se produce por polimerización directa en lugar de hacerlo por evaporación. Esta tecnología introducida inicialmente en la década de 1960, ha conseguido racionalizar y aumentar la automatización en muchas industrias del sector de la fabricación en serie.

## Adhesivos curados por UV

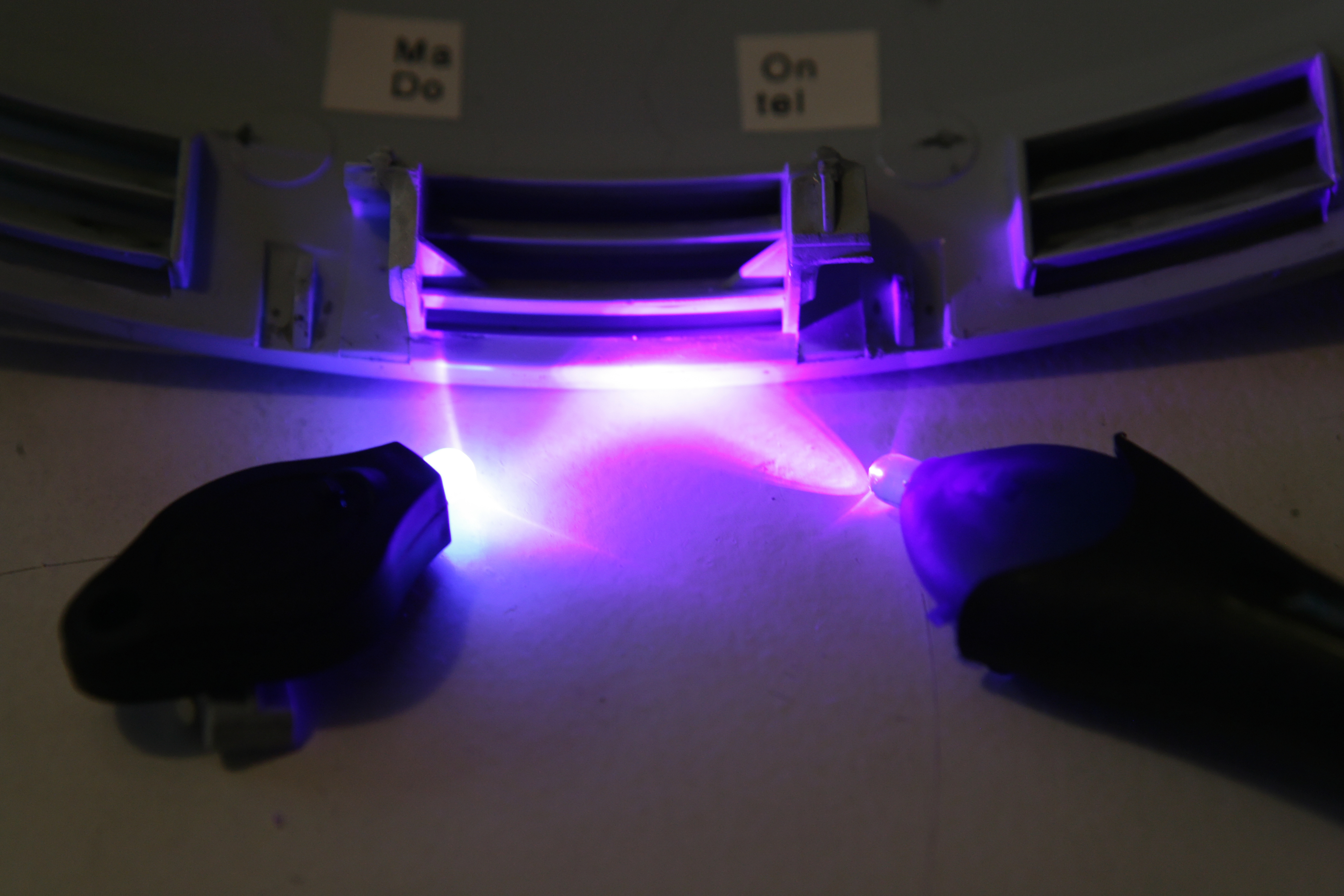
LEDs UV curando una reparación

Los adhesivos de curado por luz ultravioleta (UV), así como los otros conocidos como materiales de curado por "electron beam" (EB), se han popularizado dentro de distintos sectores de la fabricación debido a su tiempo de curado rápido y a que generan una unión de gran resistencia. Los primeros, los adhesivos de curado por UV, generalmente están hechos a base de componentes acrílicos y pueden curar en un margen de tiempo que va desde un segundo hasta varios minutos.
Algunas fórmulas pueden soportar temperaturas extremas y unir sustratos diferentes, materiales como: metal, madera, vidrio, plástico, cerámica. A diferencia de los adhesivos tradicionales, los adhesivos de curado por UV no solo sirven para unir los materiales antes mencionados, sino que también se pueden utilizar para sellar, rellenar y revestir dichos materiales
Los adhesivos curados por UV se han convertido en un reemplazo de alta velocidad para los adhesivos de dos partes con gran ventaja, ya que enganchan en frío, descartan la evaporación de disolventes, la mezcla de proporciones y la posibilidad de tener que preocuparse por la vida de la unión. Utilizan sobre todo el curado por UV-LED, esta tecnología desde que entró en el mercado, fue creciendo rápidamente en popularidad ya que tiene muchas ventajas respecto a las lámparas basadas en vapor de mercurio.
Sus cualidades hacen que los adhesivos de curado por UV sean esenciales en la fabricación de artículos en muchos nichos de la industria. Entre las industrias que utilizan los adhesivos curados por UV están las de: odontología, medicina, óptica, aeroespacial, vidrio, automoción, ciencia, educación, artesanías, relojería, joyería, electrónica y telecomunicaciones, en estas dos últimas en una aplicación muy particular, "para encolar los cristales de las pantallas táctiles de los smartphones".

## Otras aplicaciones

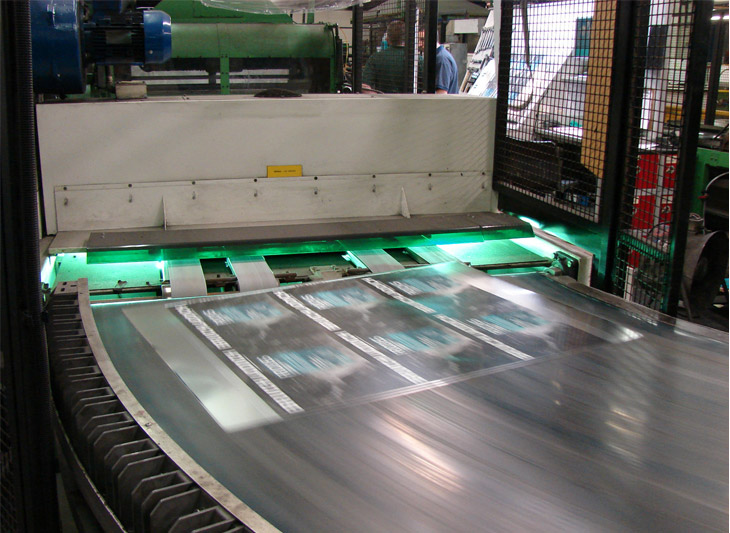
Recubrimientos de fotopolímero después del curado por UV.

Aparte de su uso en adhesivos, el curado por UV se utiliza siempre que sea necesario curar y secar tintas y recubrimientos. Se utiliza en el proceso de serigrafía, donde se utilizan sistemas de curado por UV para polimerizar imágenes impresas por pantalla de seda, que van desde camisetas hasta piezas 3D, incluso cilíndricas. Se utiliza en acabados de instrumentos incluyendo guitarras, violines, ukuleles, etc., en la fabricación de piscinas y otras industrias artesanas de madera. La impresión con tintas curables por UV proporciona la posibilidad de imprimir en una amplia variedad de sustratos como plásticos, papel, lona, vidrio, metal, tablas de espuma, azulejos, películas y muchos otros materiales.
Esta tinta curable ha cumplido eficientemente los requisitos del sector de la publicación sobre gran variedad de papeles y cartones y en el mundo de la cosmética (por ejemplo, uñas artificiales y esmalte de uñas en gel)

## Ventajas del curado por UV

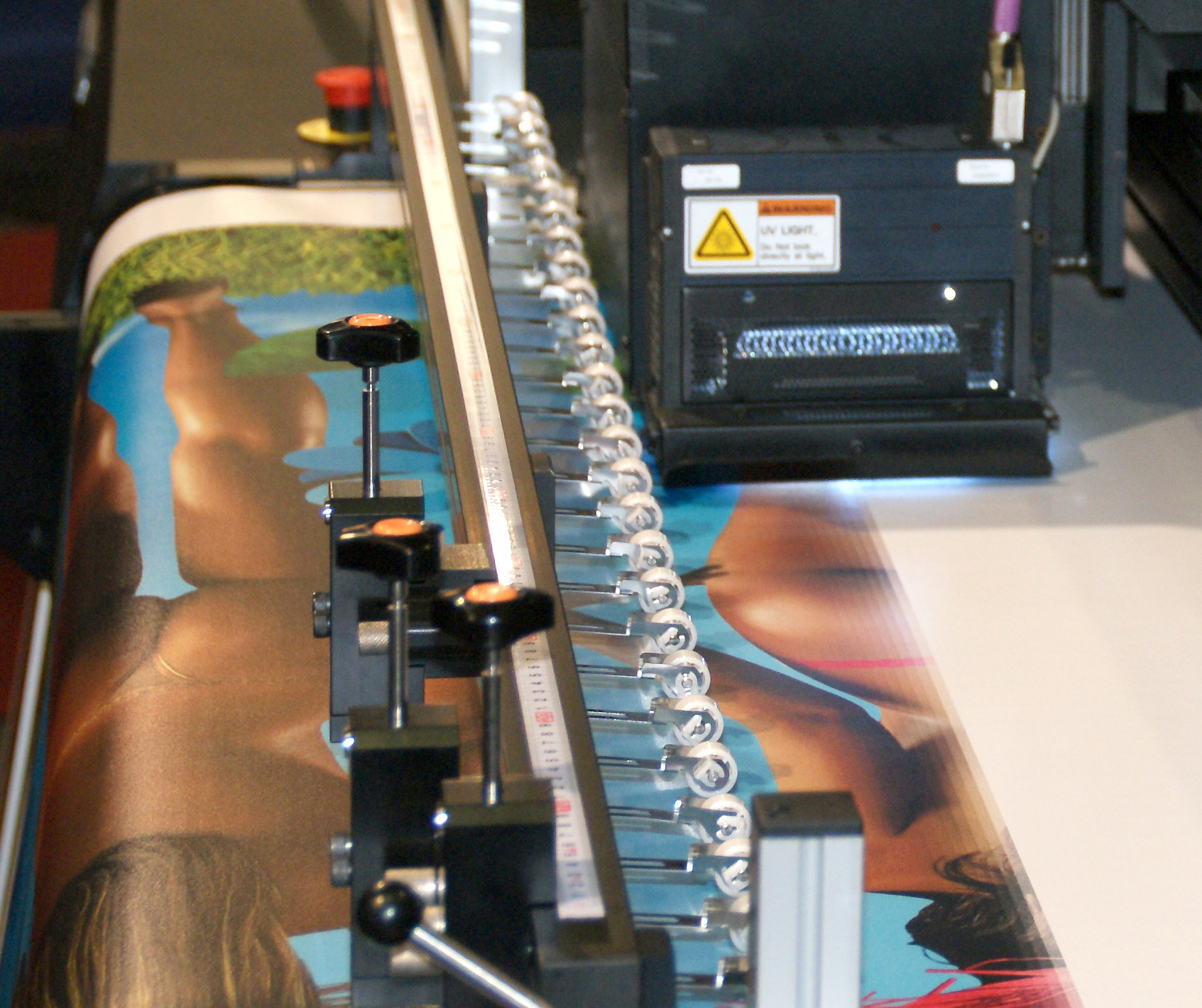
Impresión curada por UV.

La principal ventaja de curar los acabados y las tintas con luz ultravioleta es la velocidad con la que queda el producto final para el envío. Además de acelerar la producción, también se pueden reducir desperfectos y errores a medida que se reduce la cantidad de tiempo que el polvo, las moscas o cualquier objeto transportado por el aire. Esto puede aumentar la calidad del elemento acabado y permitir una mayor consistencia. 
El otro beneficio evidente es que los fabricantes pueden dedicar menos espacio a los acabados, ya que no tienen que esperar que se sequen. Esto crea una eficiencia que se arrastra a través de todo el proceso de fabricación. 

## Tipo de curado por UV
Las lámparas de vapor de mercurio son la norma de la industria para curar productos con luz ultravioleta. Las bombillas funcionan pasando por alta tensión, vaporizando el mercurio. Se crea un arco dentro del mercurio que emite una salida espectral en la región ultravioleta del espectro luminoso. La intensidad de la luz se produce en los 240-270nm y 350-380nm. Este espectro intenso de luz es lo que provoca el curado rápido de las diferentes aplicaciones. 
En los últimos años, un mercado emergente de tecnología de curado por UV llamado curado por UV-LED ha entrado en el mercado. Esta tecnología está creciendo rápidamente en popularidad y tiene muchas ventajas respecto a las lámparas basadas en mercurio, aunque no es el adecuado para todas las aplicaciones. 
También hay disponibles lámparas fluorescentes hechas específicamente para el curado por UV. Estos tienen la capacidad de marcar en frecuencias específicas a un precio más bajo ya que las lámparas fluorescentes son una tecnología establecida y el espectro se controla fácilmente por el tipo de fósforo utilizado. Pueden producir frecuencias que los LED y las lámparas de vapor de mercurio no pueden, incluidas frecuencias múltiples. Son algo menos eficientes que los LED o el vapor de mercurio, pero cuestan una fracción del precio de los otros sistemas. Permiten curar alrededor de un artículo mediante varios tubos y fuera de los sistemas de lastre de la estantería. 

## Tipo de lámparas ultravioleta

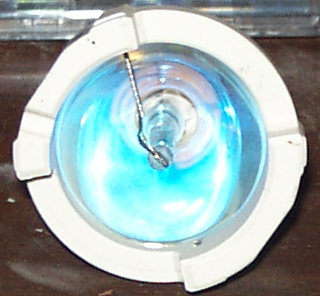
Lámpara de vapor de mercurio para curado UV.

### Lámpara de vapor de mercurio (tipo H)
La lámpara de mercurio tiene una salida en el rayo UV de onda corta entre 220 y 320 nm (nanómetros) y una subida de energía en el rango de onda larga a 365 nm. La lámpara H es una buena opción para recubrimientos claros y capas finas de tinta y produce curas superficiales duras y acabados altos brillantes. 

### Lámpara de vapor de mercurio con aditivo de hierro (tipo D)
La adición de hierro a la lámpara produce una fuerte salida en el rango de onda larga entre 350 y 400 nm, mientras que el componente de mercurio mantiene una buena salida en la corta longitud de onda. La lámpara D es una buena opción para curar tintas fuertemente pigmentadas, adhesivos y disposiciones gruesas de materiales claros. 

### Lámpara de vapor de mercurio con aditivo de galio (tipo V)
La adición de galio a la lámpara produce una fuerte salida en el rango de onda larga entre 400 y 450 nm. Esto hace de la lámpara V una buena opción para curar tintas pigmentadas blancas y abrigos de base que contienen dióxido de titanio, que bloquea la radiación ultravioleta de onda más corta. 

### Lámparas fluorescentes
Las lámparas fluorescentes se utilizan para el curado UV en diversas aplicaciones. En particular, se utilizan cuando el calor excesivo del vapor de mercurio es indeseable, o cuando un elemento necesita más de una sola fuente de luz y en cambio el elemento debe estar rodeado de luz, como los instrumentos musicales. Se pueden crear lámparas fluorescentes que producen ultravioletas en cualquier parte del espectro UVA / UVB. Además, son posibles lámparas que tengan múltiples picos, permitiendo utilizar una variedad más amplia de fotoiniciadores. Si bien las lámparas fluorescentes son menos eficientes a la hora de producir UV que las de vapor de mercurio, los iniciadores más nuevos necesitan menos energía total, compensando esta desventaja. Hay disponibles lámparas fluorescentes en una gran variedad de tamaños y vatios. 

### LEDs
Los dispositivos UV-LED son capaces de emitir un espectro estrecho de radiación (+/- 10 nm), mientras que las lámparas de mercurio tienen una distribución espectral más amplia. Las lámparas ultravioleta fluorescentes pueden ser bastante estrechas, aunque no tan estrechas como las de LED. 
Los LED son mucho más caros, pero duran hasta 10 veces más, y a diferencia de los tubos fluorescentes, se pueden encender y apagar frecuentemente, ya que no necesitan ningún período de inicio ni de refrigeración. Si bien no pueden producir el mismo espectro que el vapor de mercurio o los tubos fluorescentes, se pueden formular fotoiniciadores para trabajar con ellos fácilmente. Otras ventajas de los sistemas de cuidado de rayos ultravioleta son la capacidad de ser más compactos, la capacidad de trabajar con sustratos sensibles al calor, una mejor eficiencia energética y una seguridad mejorada evitando el uso de mercurio.